# دهستان ورستو
دهستان ورستو (به لاتین: Varstu Parish) یک دهستان در استونی است که در شهرستان وورو واقع شده‌است.

## خصوصیات
دهستان ورستو ۱۷۰٫۶۳ کیلومترمربع مساحت و ۱٬۲۷۲ نفر جمعیت دارد.